# FM Einheit
FM Einheit (Ф. М. А́йнхайт, также известен как F.M.Einheit, FM, Mufti, настоящее имя: Frank Martin Strauss; род. 18 декабря 1958 года, Дортмунд) — немецкий индастриал- и электронный музыкант.
Известен, в первую очередь, как участник группы Einstürzende Neubauten. Записал несколько сольных альбомов, а также сотрудничал с другими группами и музыкантами, среди которых Andreas Ammer, Ulrike Haage, Stein, Gry, KMFDM, Goethes Erben.
В 1984 году сыграл главную роль в фильме «Декодер» Клауса Майека.

## Ранние годы
В конце 70-х – начале 80-х годов XX века Ф. М. Айнхайт был участником панк-групп Abwärts (Гамбург) и Palais Schaumburg.
В начале 80-х он присоединился к молодой группе Einstürzende Neubauten, и стал постоянным участником группы, оказавшим значительное влияние на её стиль. Ф. М. Айнхайт играл в Einstürzende Neubauten на самодельных ударных инструментах и перкуссии, которые состояли из металла, а также на таких инструментах, как дрель или отбойный молоток. Концертные выступления Einstürzende Neubauten с Ф. М. Айнхайтом были насыщены лязгом металла и огнём на сцене. Иногда разрушались и части самой сцены. Эти зачастую импровизированные шоу стали легендарными и повлияли на формирование имиджа группы.

## 1990-е — настоящее время
В 1990-х FM Einheit участвовал в проекте Stein, вместе с Ulrike Haage и Katharina Franck из группы Rainbirds.
Покинул Einstürzende Neubauten в середине 90-х, во время работы над альбомом Ende Neu. Одной из причин его ухода стали разногласия с лидером группы Бликсом Баргельдом.
Одним из главных музыкальных проектов Айнхайта после ухода из Einstürzende Neubauten стала группа Gry, образованная вместе с датской певицей Gry Bagøien. Они выпустили два альбома: The Touch Of E! (1998) и Public Recording (2000) с участием Pan Sonic, Александра Хаке из Einstürzende Neubauten, и многих других.
FM Einheit также активно участвует в театральных работах.

## Дискография
- 1990 Stein
- 1993 Radio Inferno (F.M. Einheit/Andreas Ammer)
- 1994 König Lear
- 1994 Merry Christmas (F.M. Einheit/Caspar Brötzmann)
- 1994 Apocalypse Live (F.M. Einheit/Andreas Ammer/Ulrike Haage)
- 1995 Merry Christmas
- 1996 Deutsche Krieger (F.M. Einheit/Andreas Ammer)
- 1997 Sensation Death
- 1999 Odysseus 7 (F.M. Einheit/Andreas Ammer/Ulrike Haage)
- 1999 Prometheus/Lear
- 2000 Frost 79° 40' (F.M. Einheit/Andreas Ammer/Gry/Pan Sonic, концертная запись)
- 2002 Crashing Aeroplanes (F.M. Einheit/Andreas Ammer)
- 2006 Echohce (F.M. Einheit/J.Lidell/d.Link)

- Дискография FM Einheit с Einstürzende Neubauten: см: статью Einstürzende Neubauten (все релизы с 1982 по 1995 год).
- Дискография FM Einheit с Gry, см: статью Gry (все релизы).